# Silver Session for Jason Knuth
Albums de Sonic Youth
A Thousand Leaves
(1998) SYR4: Goodbye 20th Century
(1999)
Silver Session (for Jason Knuth) est un album du groupe Sonic Youth, publié en 1998 par SKR, qui est en fait un "label" parallèle à SYR : on remarque d'ailleurs de fortes ressemblances au niveau du packaging entre ce disque et les disques de la série SYR. Le disque fut réalisé en hommage à Jason Knuth, un fan de  Sonic Youth qui s'était suicidé. Il fut enregistré durant les sessions d'enregistrement de l'album A Thousand Leaves : le groupe devait enregistrer des parties chant supplémentaires mais un groupe de metal jouait à l'étage au-dessus du studio et il était impossible de chanter correctement : le groupe décida donc de faire un maximum de bruit en branchant toutes les guitares et basses qu'il pouvait trouver et monta le volume de ses amplificateurs ; ils lancèrent également une vieille boîte à rythmes et enregistrèrent le tout: ils le publièrent ensuite dans ce disque.

## Liste des titres
1. Silver Panties - 4:27
2. Silver Breeze - 1:19
3. Silver Flower - 4:48
4. Silver Wax Lips - 4:20
5. Silver Loop - 4:25
6. Silver Shirt - 7:17
7. Silver Son - 1:43
8. Silver Mirror - 2:44